# Rocquencourt (Oise)
Rocquencourt település Franciaországban, Oise megyében. Lakosainak száma 188 fő (2022. január 1.). Rocquencourt Le Mesnil-Saint-Firmin, Rouvroy-les-Merles, Sérévillers, Tartigny, Coullemelle, Quiry-le-Sec és Villers-Tournelle községekkel határos.

## Népesség
A település népessége az elmúlt években az alábbi módon változott:
| Lakosok száma | 191  | 191  | 195  | 197  | 196  | 195  | 195  | 191  | 188  |
|               | 2013 | 2015 | 2016 | 2017 | 2018 | 2019 | 2020 | 2021 | 2022 |